# Biliran (île)
Pour les articles homonymes, voir Biliran (homonymie).
Biliran est une île des Philippines dans la province de Biliran.

## Géographie
Biliran est composé de nombreux volcans sous la forme d'un cône volcanique, de huit champs géothermiques ainsi que de quatre dômes de lave : le Panamao avec 1 056 mètres d'altitude, le Gumansan avec 1 064 mètres d'altitude, le Lauan avec 1 187 mètres d'altitude et le Suiro, son point culminant avec 1 301 mètres d'altitude.
À son extrémité méridionale, un pont relie Biliran à l'île voisine de Leyte.

## Démographie
Biliran comptait 143 085 habitants en 2007 répartis en huit municipalités dont la plus peuplée, Naval, est aussi la capitale de la province de Biliran.